# Млади горосеча
Млади горосеча је био лист омладинских радних јединица које су на Црном врху биле на првој радној акцији док је рат још трајао. Током зиме 1945. године сечама су снабдевали београдске болнице огревним дрветом. 
Штампан је тако што су текстови куцани ћириличном писаћом машином на матрицама за гештетнер, а илустрације и наслови гребањем матрице и ручном дорадом сваког примерка. Изашло је укупно пет бројева од 20. фебруара до 1. априла. Први број је припремљен у Бору на гештетнеру Културног дома, за други број добијени су гештетнери (пресе) од нишког окружног одбора УСАОС-а и од I бригаде Зајечарског округа, а касније и од Главног одбора УСАОС-а. Гласило је пратило на свој начин радне напоре десетина, чета и батаљона, а бележене су згоде и незгоде из бригадирског живота. На њему су сарађивали Маја Вукадиновић, Миле Стојановић, Вл. Пешић, Драган Годић, Мир. Алтман, А. Јовановић, Ненад Михајловић, Влада Симонов, Б. Илић, Драги Миливојевић, Добривоје Маторкић, М. Вучковић, Драгољуб Јовановић, Добри Аранђеловић и други.